# Королівська сільська рада (Макарівський район)
| Королівська сільська рада — орган місцевого самоврядування у Макарівському районі Київської області з адміністративним центром у с. Королівка. Сільській раді підпорядковані населені пункти: - с. Королівка - с. Новомирівка - с. Ферма |

## Склад ради
Рада складається з 14 депутатів та голови.

### Керівний склад ради
| ПІБ                         | Основні відомості                                                         | Дата обрання | Дата звільнення |
| --------------------------- | ------------------------------------------------------------------------- | ------------ | --------------- |
| Підвисоцька Ольга Андріївна | Сільський голова, 1947 року народження, освіта, позапартійна              | 26.03.2006   | 31.10.2010      |
| Подвисоцька Ольга Андріївна | Сільський голова, 1947 року народження, освіта вища, член Партії регіонів | 31.10.2010   |                 |

Примітка: таблиця складена за даними джерела